# Bourg-Saint-Pierre
Bourg-Saint-Pierre (zastarale německy St. Petersburg) je obec v západní (frankofonní) části Švýcarska, v kantonu Valais. Žije zde 196 obyvatel.

## Geografie
Obec se nachází v údolí Val d’Entremont; na západě sousedí s Orsières, na severu s Liddes a na východě s Val de Bagnes. Na jihu leží švýcarská hranice s Itálií.
K obci Bourg-Saint-Pierre patří Velký Svatobernardský průsmyk a hospic na Velkém Sv. Bernardu. K obci patří také začátek přibližně 6 km dlouhé příjezdové cesty k severnímu portálu Velkého Svatobernardského tunelu, který se nachází jižně od Bourg-Saint-Bernard na švýcarské hlavní silnici 21 v trase evropské silnice E27.

## Historie

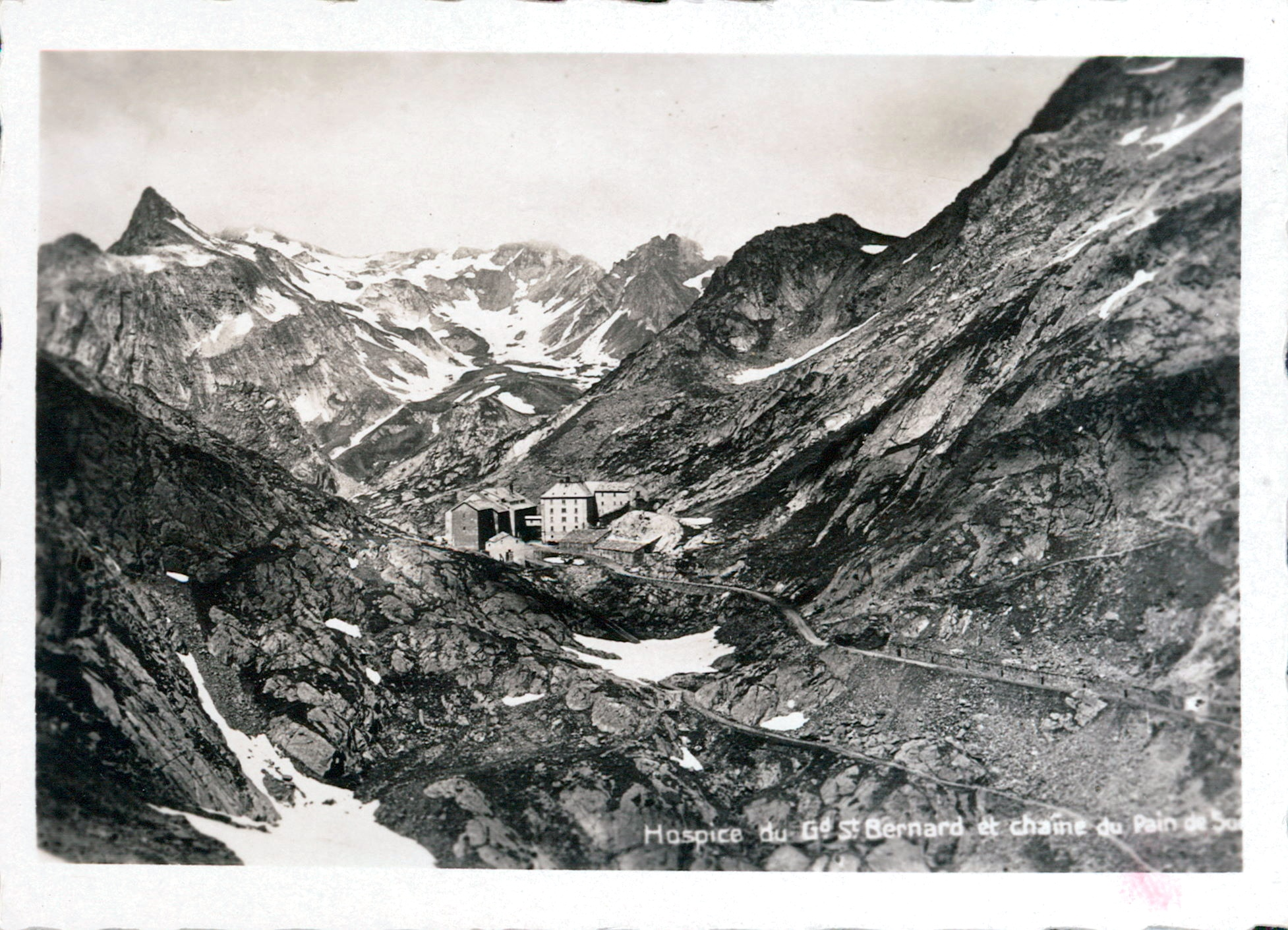
Hospic Grand Saint-Bernard (1934)

Bourg-Saint-Pierre byla etapová zastávka na průsmykové cestě přes Velký Svatý Bernard, která byla využívána nejpozději od 4. století př. n. l. a pravděpodobně byla osídlena již v římské době. Hospicový klášter Saint-Pierre du Mont-Joux je poprvé zmiňován v roce 812/820. Byl několikrát zpustošen a po roce 1050 ztratil na významu ve prospěch nového hospice na vrcholu průsmyku. V polovině 11. století se B. dostala do držení savojského hraběte, který obyvatelům udělil svobody a výsady výměnou za to, že průsmyk udržovali otevřený a udržovali jej. Po dobytí průsmyku horními Valais v roce 1475 potvrdil biskup ze Sionu právo a monopol na vedení cestujících přes průsmyk. V roce 1809 obec o tato privilegia přišla, ale následně těžila z nárůstu dopravy v průsmyku, kterému svědčila svoboda obchodu.
Ve 13. století byl Bourg-Saint-Pierre opevněn a chráněn hrady Quart a Allinges, které byly zničeny v roce 1475. V letech 1475–1536 patřilo k markrabství dolní Valais, v letech 1536–1798 k opatství Saint-Maurice. První kostel, zřejmě z 8. století, byl zničen Saracény v 10. století (snad kolem roku 940). Kolem roku 1000 nechal Hugo, asi 993–-1020 biskup ze Ženevy, postavit nový kostel. Při stavbě stávajícího barokního kostela v roce 1739 byla zachována stará románská zvonice. Od otevření Simplonského tunelu v roce 1906 a modernizace dopravy na počátku 20. století počet obyvatel postupně klesá. Silniční tunel přes Velký Svatý Bernard, otevřený v roce 1964, a následné oživení průjezdní turistiky vytvořily nová pracovní místa a zpomalily pokles počtu obyvatel.

## Obyvatelstvo

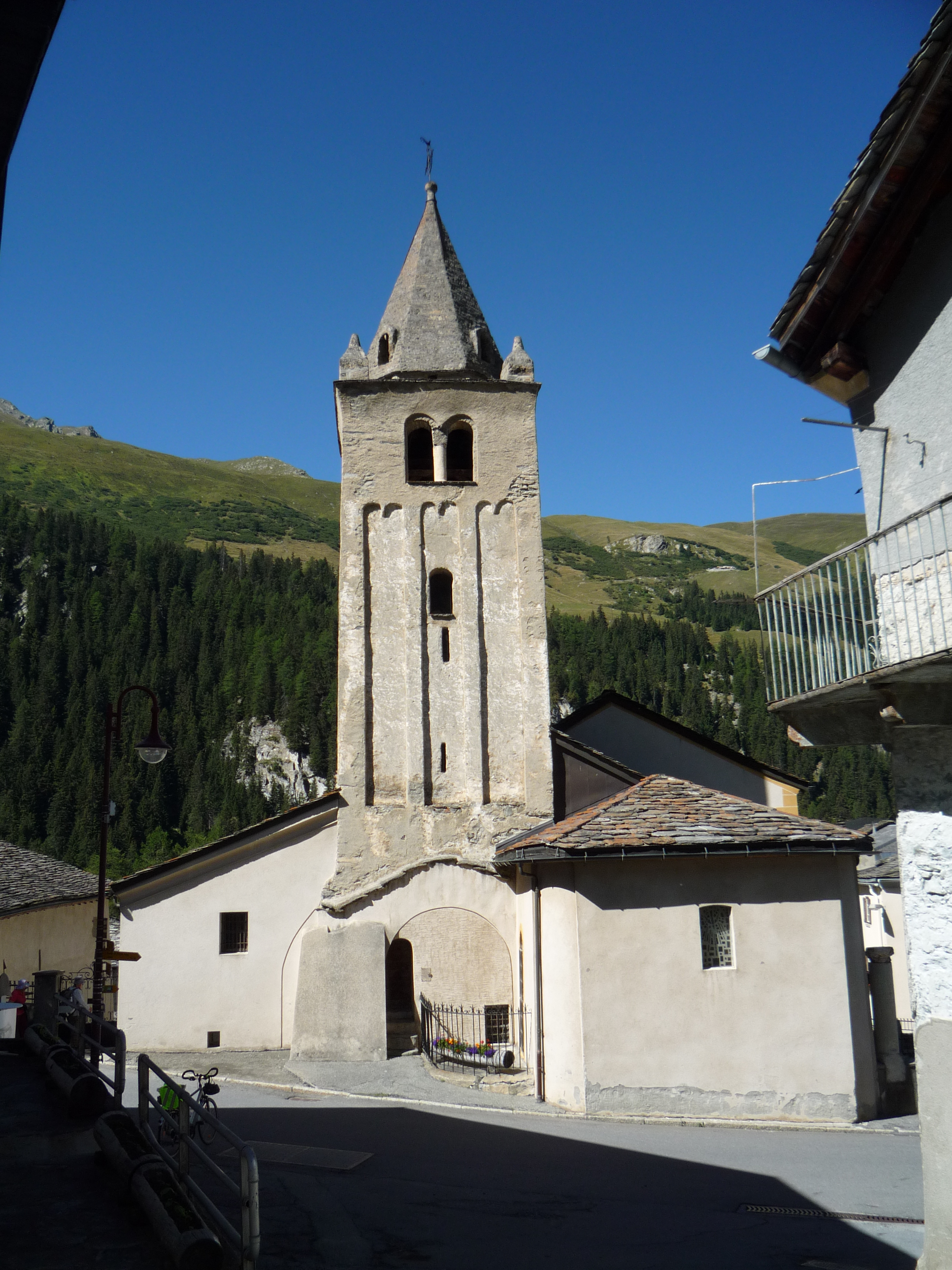
Kostel sv. Petra

| Rok            | 1850 | 1870 | 1900 | 1950 | 1960                  | 1990 | 2000 | 2010 | 2012 | 2014 | 2016 |
| Počet obyvatel | 305  | 400  | 335  | 227  | 524 (výstavba tunelu) | 200  | 212  | 177  | 198  | 186  | 182  |